# Sazarac, der Piratenkapitän
Sazarac, der Piratenkapitän ist ein US-amerikanischer Abenteuerfilm aus dem Jahr 1926 von Frank Lloyd mit Florence Vidor und Ricardo Cortez in den Hauptrollen. Der Stummfilm wurde von der Famous Players-Lasky Corporation produziert und basiert auf dem Roman Captain Sazarac von Charles Tenney Jackson.

## Handlung
Der Piratenkapitän Sazarac ist in die schöne Louise Lestron verliebt. Mit ihr besucht er einen Maskenball in New Orleans, der zu Ehren von General Andrew Jackson veranstaltet wird. Der Pirat John Jarvis überfällt mit seinen Männern den Ball und enttarnt Sazarac als den berüchtigten Freibeuter Jean Laffite. General Jackson gibt ihm bis zum Morgengrauen Zeit, die Stadt zu verlassen. 
Oberst Lestron, ein französischer Patriot, möchte die Seraphine ausschicken, um Napoleon Bonaparte von St. Helena zu befreien, und bietet Laffite das Kommando an. Doch der lehnt ab und enthüllt Louise Lestron die Pläne ihres Onkels. Als sie auf einem anderen Schiff fortgeschickt wird, entführt Laffite sie, doch in New Orleans sperrt Crackley, der Anführer der Aufständischen, Laffite und seine Gefolgsleute ein. Die Seraphine wird von einem spanischen Kriegsschiff gekapert, auf dem der Oberst mitgefahren ist. Mit Louises Hilfe werden Laffite und seine Männer befreit.

## Hintergrund
Gedreht wurde der Film auf Santa Catalina Island.
B. P. Schulberg war Co-Produzent.

## Veröffentlichung
Die Premiere des Films fand am 18. Oktober 1926 statt. 1927 kam er in Österreich in die Kinos.